# Jalani Sidek
Jalani Sidek (10 de noviembre de 1963) es un deportista malasio que compitió en bádminton, en la modalidad de dobles.
Participó en los Juegos Olímpicos de Barcelona 1992, obteniendo una medalla de bronce en la prueba de dobles. Ganó tres medallas en el Campeonato Mundial de Bádminton entre los años 1980 y 1989.

## Palmarés internacional
| Juegos Olímpicos   | Juegos Olímpicos    | Juegos Olímpicos  | Juegos Olímpicos |
| Año                | Lugar               | Medalla           | Prueba           |
| ------------------ | ------------------- | ----------------- | ---------------- |
| 1992               | Barcelona (España)  | Medalla de bronce | Dobles           |
| Campeonato Mundial |                     |                   |                  |
| Año                | Lugar               | Medalla           | Prueba           |
| 1980               | Yakarta (Indonesia) | Medalla de bronce | Dobles           |
| 1987               | Pekín (China)       | Medalla de plata  | Dobles           |
| 1989               | Yakarta (Indonesia) | Medalla de bronce | Dobles           |